# Acul du Sud
L'Acul du Sud est un cours d'eau qui coule à Haïti dans la péninsule de Tiburon à travers le département du Sud et l'arrondissement des Cayes, et un petit fleuve côtier qui a son embouchure dans la mer des Caraïbes. 

## Géographie
La rivière Acul du Sud prend sa source dans les contreforts du pic de Macaya situé dans le massif de la Hotte. Elle s'écoule vers le Sud est traverse les villages de Chantal et d'Arniquet. Elle rejoint la mer des Caraïbes au sud de la ville portuaire de Torbeck, en face de l'île à Vache.
En mars 2007, un nouveau pont, d'une longueur de 120 mètres a été inauguré sur la rivière Acul du Sud. 
L'indication géographique « du Sud » apportée au nom de la rivière permet ne pas être confondue avec le toponyme Acul-du-Nord qui désigne non pas un cours d'eau mais une ville située dans le département du Nord.